# اپ‌میر
اپ‌میر (به هلندی: Opmeer) یک منطقهٔ مسکونی در هلند است که در هلند شمالی واقع شده‌است. اپ‌میر ۰ متر بالاتر از سطح دریا واقع شده‌است.

## خواهرخوانده
شهر Goleniów خواهرخواندهٔ اپ‌میر هست.